# Johannes Fröhlinger
Johannes Fröhlinger (født 9. juni 1985) er en tidligere tysk professionel cykelrytter, som blandt andet cyklede for det professionelle cykelhold, som nu hedder Team Picnic PostNL.